# Thomas Edward Lawrence
Thomas Edward Lawrence (ur. 16 sierpnia 1888 w Tremadog w Walii, zm. 19 maja 1935 w Bovington Camp w Anglii) – brytyjski archeolog, podróżnik, wojskowy, pisarz i dyplomata.
Był nieślubnym synem anglo-irlandzkiego szlachcica Thomasa Chapmana. Po ukończeniu studiów na Uniwersytecie Oksfordzkim prowadził prace wykopaliskowe w Karkemiszu przerwane przez wybuch I wojny światowej. W jej trakcie służył jako oficer armii brytyjskiej na Bliskim Wschodzie, istotnie przyczyniając się do zwycięstwa arabskiej rewolty skierowanej przeciwko Imperium Osmańskiemu. W roli doradcy wojskowego przy sztabie księcia Fajsala wziął udział w kluczowych dla powstania starciach: zdobyciu Akaby i bitwie pod Megiddo, znacząco wpływając na ich przebieg. Jego powodzenia oraz sława, jaką cieszył się wśród miejscowej ludności zyskały mu przydomek Lawrence’a z Arabii.
Bezpośrednio po zakończeniu walk zajął się polityką bliskowschodnią. Sprzeciwiając się kolonialnym ambicjom europejskich mocarstw w świecie arabskim, przyczynił się do powstania częściowo niepodległych państw, Iraku i Transjordanii (od 1949 r. – Jordania). Późniejsza służba w Royal Air Force w stopniu szeregowego nie przeszkodziła mu w utrzymywaniu bliskich znajomości z wieloma członkami ówczesnej brytyjskiej elity intelektualnej i politycznej. Spisał także swoje wspomnienia, których część (pod tytułem Siedem filarów mądrości) zyskała uznanie czytelników i krytyki. Był tłumaczem zagranicznej literatury na język angielski. W wieku 46 lat zginął w wypadku motocyklowym. Jego życie stało się kanwą dla wielu powieści, sztuk teatralnych i filmów, z których najbardziej znanym jest Lawrence z Arabii w reżyserii Davida Leana z Peterem O’Toolem w roli głównej.

## Życiorys

### Młodość
Urodził się 16 sierpnia 1888 r. w Tremadog w Walii, jako drugie z pięciu nieślubnych dzieci sir Thomasa Chapmana, siódmego baroneta z Westmeath w Irlandii i Sary Junner, szkockiej guwernantki. Thomas Chapman opuścił dla niej żonę i cztery córki, wzbudzając skandal wśród anglo-irlandzkiego ziemiaństwa. Aby uniknąć rozpoznania, wraz z kochanką zmieniali często miejsca zamieszkania, by w końcu osiedlić się w Oksfordzie, gdzie oboje byli znani jako państwo Lawrence. Nie byli jednak małżeństwem, gdyż Thomas nie otrzymał od swojej żony rozwodu. W wiktoriańskiej Anglii ich pięciu synów mogło być uznawanych za bękarty i spotykać się z ostracyzmem ze strony wyższych warstw społecznych. Nieformalny charakter związku rodziców był więc ukrywany przed otoczeniem, a nawet przed potomstwem (choć T.E. Lawrence twierdził później, że już w dzieciństwie domyślał się prawdy).

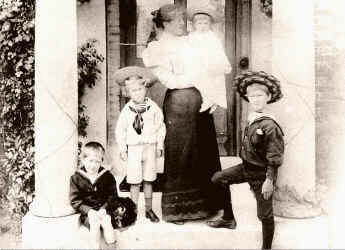
Sarah Lawrence z synami

Mimo to dom rodziny Lawrence’ów był szczęśliwym miejscem. Dochody z majątku w Irlandii pozwalały na wykształcenie dzieci i komfortowe życie wyższej klasy średniej. Sir Thomas był miłośnikiem średniowiecznej architektury sakralnej, zapalonym fotografikiem i rowerzystą, co ukazuje jego zamiłowanie do drogich wówczas nowinek technicznych. Własne pasje dzielił chętnie z synami. Sarah była gorliwą chrześcijanką, osobą niezwykle energiczną i surową. Swoje sztywne przekonania moralne i religijne próbowała wpoić dzieciom, napotykając na opór szczególnie ze strony młodego Thomasa Edwarda, zwanego w domu Ned. Z tego powodu ich relacje pozostawały przez całe życie napięte, choć niepozbawione miłości.
Ned był bardzo zdolnym dzieckiem – już jako czterolatek czytał gazety, a w szkole miał wysokie oceny. Ukończył z wyróżnieniem City of Oxford High School for Boys. Rozwijał zaszczepione mu przez ojca zainteresowania, odbywał długie wycieczki rowerowe m.in. po Francji, gdzie zwiedzał i fotografował średniowieczne zamki. Zbierał antyki dla Ashmolean Museum, poszerzał swoją wiedzą na temat historii i sztuki wojennej. Między 1907 a 1910 r. studiował historię w Jesus College na Uniwersytecie Oksfordzkim. Pod koniec studiów samotnie przemierzył pieszo Palestynę, przygotowując dokumentację do swojej pracy na temat zamków krzyżowców. Praca została przyjęta z uznaniem przez oksfordzkich wykładowców i Lawrence ukończył studia z wyróżnieniem.

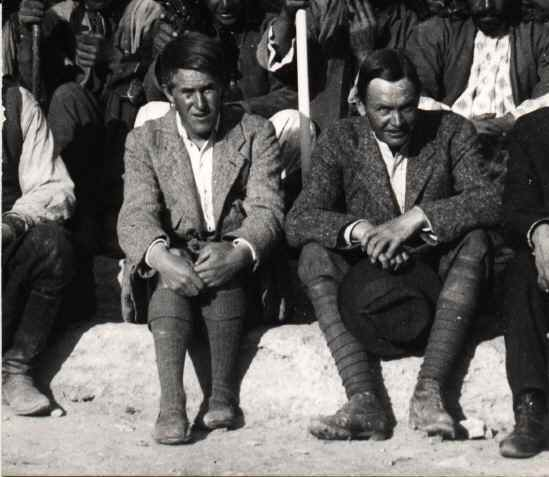
T.E. Lawrence (z lewej) i Leonard Woolley w trakcie wykopalisk w Karkemisz (wiosna 1913 roku)

Po zakończeniu nauki, dzięki protekcji archeologa i kustosza Ashmolean Museum D.G. Hogartha, wziął udział w rozpoczynających się wówczas wykopaliskach w Karkemiszu w północnej Syrii, wchodzącej wtedy w skład osmańskiej Turcji. Stanowisko archeologiczne było warte uwagi, gdyż kryło w sobie pozostałości hetyckiego miasta, należąc do pierwszych tego typu znalezisk. Lawrence zajmował się identyfikacją wydobywanej ceramiki oraz sprawował kontrolę nad lokalną siłą roboczą, zdobywając pierwsze doświadczenia w kierowaniu Arabami. W trakcie wykopalisk zaprzyjaźnił się z młodszym o siedem lat miejscowym chłopcem o przezwisku Dahoum i zajął się jego edukacją. Dzięki Lawrence’owi młody Syryjczyk zaczął uczęszczać na lekcje ojczystego języka arabskiego i nauczył się pisać. Ich relacja stała się później przedmiotem dociekań biografów, wielu z nich doszukiwało się w niej bowiem kontekstu homoseksualnego. W 1911 r. wykopaliska odwiedziła podróżniczka Gertrude Bell, co stało się początkiem jej długoletniej znajomości z Lawrence’em. W styczniu 1914 r. na prośbę brytyjskiego wywiadu Lawrence i Leonard Woolley (jego przełożony na wykopaliskach) wzięli udział w ekspedycji na Synaj. Ich obecność jako archeologów była przykrywką dla prawdziwego celu wyprawy: przygotowania dokładnych map półwyspu na wypadek konfliktu z Imperium Osmańskim. Kiedy Lawrence powrócił do Anglii, w Europie wybuchła wojna. Prace archeologiczne w Karkemiszu zostały przerwane.

### I wojna światowa

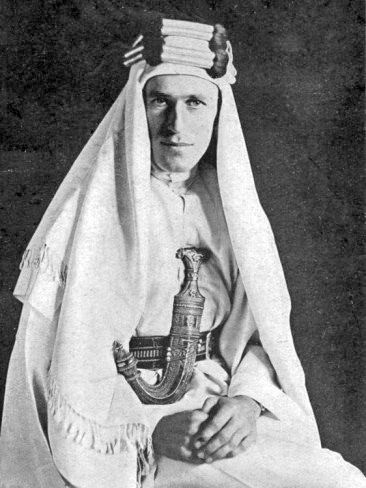
Lawrence w stroju arabskim

Imperium brytyjskie dołączyło do wojny 4 sierpnia 1914 r., jednak Lawrence nie od razu znalazł się w armii. Do wczesnej jesieni wraz z Woolleyem, ze względu na zainteresowanie Ministerstwa Wojny, opracowywał wyniki wyprawy na Synaj, opublikowane pod tytułem The Wilderness of Zin. Służbę wojskową, jako podporucznik, Lawrence rozpoczął 23 października. Kilka dni później Imperium Osmańskie opowiedziało się po stronie mocarstw centralnych i znalazło się w stanie wojny z Wielką Brytanią. W grudniu Lawrence został wysłany do Kairu, aby podjąć służbę w tamtejszym sztabie jako oficer Wydziału Wywiadu.
Szybko awansował na kapitana. W ramach swoich obowiązków opracował mapy Bliskiego Wschodu, a także redagował Arab Bulletin, przeznaczony dla oficerów magazyn zawierający wiadomości wywiadowcze. Do jego zadań należało również przesłuchiwanie jeńców wojennych oraz zbieranie informacji na temat poszczególnych osmańskich dywizji. Za swoją działalność został przez Francuzów odznaczony Orderem Legii Honorowej V klasy. Wiosną 1916 r. został wysłany do Mezopotamii z misją uwolnienia brytyjskiego garnizonu z oblężenia Kut poprzez przekazanie tureckiemu dowódcy gigantycznej łapówki. Próba przekupstwa nie powiodła się, a oblężeni po poniesieniu olbrzymich strat zostali wzięci do niewoli. Lawrence powrócił do Egiptu. W październiku wszedł w skład zorganizowanego przez brytyjskie Foreign Office Biura Arabskiego (kierowanego przez jego mentora z czasów studiów i wykopalisk D.G. Hogartha). Do tej pory Lawrence nie brał bezpośredniego udziału w walce. Tymczasem jego bracia Will i Frank polegli na froncie zachodnim.
Dotychczasowe operacje państw Ententy przeciwko Turcji nie przyniosły pożądanych wyników. Ofensywa na Dardanele zakończyła się katastrofą, kampania mezopotamska stanęła w miejscu po porażce w Kut. Na Synaju Brytyjczykom udało się zatrzymać ataki na Kanał Sueski, jednak Turcy kontrolowali wciąż wschodnią część półwyspu, silnie okopani na linii Gaza – Beer Szewa. Jedynie na froncie kaukaskim większe sukcesy odnosili Rosjanie.

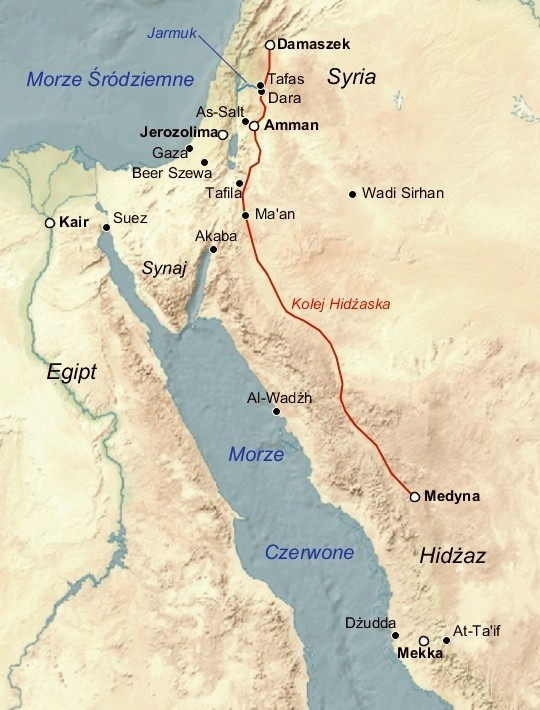
Na mapie zaznaczono ważniejsze miejsca związane z działalnością Lawrence’a podczas rewolty

W tej sytuacji minister wojny lord Kitchener i Wysoki Komisarz w Egipcie sir Henry McMahon byli zainteresowani wywołaniem powstania na tyłach nieprzyjacielskiej armii. Już od 1914 r. prowadzili negocjacje z arabską elitą, szczególnie z szarifem Mekki Husajnem ibn Alim, który sprawował z ramienia Turcji władzę nad Hidżazem. Lawrence wspierał te działania – w jego opinii po wojnie powinno powstać pod brytyjską protekcją jedno lub kilka niepodległych państw arabskich. Podobne propozycje złożył szarifowi Husajnowi McMahon. Istniały jednak i inne czynniki zainteresowane władzą nad Lewantem. Rząd kolonialnych Indii naciskał na przejęcie kontroli nad Mezopotamią, a Francuzi chcieli włączyć do swojego imperium Liban i Syrię. 16 maja 1916 r. rządy Wielkiej Brytanii i Francji podpisały tajną umowę Sykes-Picot o podziale Bliskiego Wschodu. Jej treść całkowicie zaprzeczała obietnicom złożonym Husajnowi i Arabom.

#### Wybuch rewolty arabskiej
5 czerwca 1916 r. wybuchło długo oczekiwane powstanie arabskie. Wojska szarifa Husajna opanowały Mekkę i At-Ta’if oraz okoliczne porty nad Morzem Czerwonym. Nie zdołały jednak zająć Medyny. Jej garnizon liczący 14 tys. żołnierzy, zaopatrzony we wsparcie artyleryjskie i lotnicze, w każdej chwili mógł zagrozić Mekce i zdławić znajdujące się w defensywie powstanie. Zwiększona brytyjska pomoc stała się nieodzowna. W połowie października T.E. Lawrence w towarzystwie Ronalda Storrsa przypłynął do Dżuddy, by ocenić potrzeby rebeliantów. Chciał też ustalić, który z synów wiekowego już szarifa najlepiej nadaje się na przywódcę buntu. Ali, Abdullah i Zajd nie spełnili jego oczekiwań. Dopiero wyprawa w głąb Hidżazu zaowocowała znalezieniem odpowiedniego, zdaniem Lawrence’a, kandydata – emira Fajsala ibn Husajna.

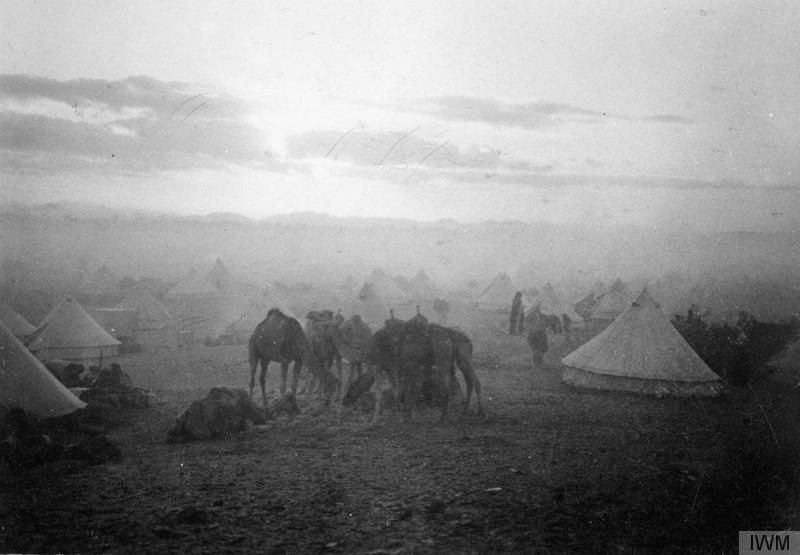
Obóz księcia Fajsala o świcie (zdjęcie autorstwa T.E. Lawrence’a)

Lawrence powrócił do Kairu, gdzie uzyskał zwiększenie poparcia dla rewolty. Do przybycia stałych brytyjskich doradców wojskowych pod dowództwem płk S.F. Newcombe’a, miał tymczasowo pełnić funkcję oficera łącznikowego przy sztabie Fajsala. Jednak na wyraźną prośbę księcia utrzymał to stanowisko niemal do końca wojny. Wśród Arabów naciskał na zdobycie Al-Wadżh, położonego na północ od Medyny portu nad Morzem Czerwonym. Miejscowość ta mogła stanowić bazę wypadową dla rajdów nękających Kolej Hidżaską i inne tureckie szlaki komunikacyjne między Lewantem a Medyną, zmniejszając zdolności ofensywne jej garnizonu. Taki ruch Fajsal planował już wcześniej, jednak obawiał się przemieszczenia swoich oddziałów tak daleko od zagrożonej Mekki. Pod presją sojuszników uległ i wojska arabskie w styczniu 1917 r. zajęły Al-Wadżh. Wkrótce pod przewodnictwem brytyjskich oficerów buntownicy rozpoczęli akcję przeciwko kolei. Wysadzali pociągi, niszczyli tory i słupy telegraficzne. W wielu takich rajdach brał udział Lawrence, który zyskiwał coraz większą sympatię powstańców.
W ciągu pierwszych kilku miesięcy w Arabii opracował własne metody działania. Plemienne siły uważał za nieprzystosowane do starć konwencjonalnych. Nie były one bowiem wprawione do wojskowej dyscypliny i w mniejszych formacjach walczyły lepiej. Doradzał zatem powstańcom unikanie walnych bitew i odwodził ich od ataku na armię osmańską w Medynie. Ta, pozbawiona komunikacji z resztą imperium, tkwiła do końca wojny uwięziona w mieście, nie mogąc podjąć działań ofensywnych. Za atut rebeliantów Lawrence uważał natomiast tradycyjne beduińskie sposoby walki, czyli organizowanie zasadzek i błyskawiczne ucieczki na pustynię. Aby łatwiej wywierać wpływ na Arabów, przyjął ich strój i obyczaje, a także próbował przewyższyć ich wytrzymałością na trudy podróży i odwagą na polu walki. Dzięki temu wielu bojowników wkrótce uznało go za swojego przywódcę. Unikał jednak wydawania rozkazów. W zamian starał się tak wpływać na lokalnego naczelnika, aby ten przekazywał żołnierzom jego polecenia. Lawrence dowodził bezpośrednio wyłącznie swoją najemną gwardią, składającą się pod koniec konfliktu z około 90 wojowników.

#### Akaba
Lawrence’owi nieustannie towarzyszyło poczucie winy, że wiedzie ludzi do bitwy, a być może na śmierć w imię obietnic, które nie zostaną spełnione – prawdopodobnie od początku znał ogólne postanowienia umowy Sykes-Picot. Aby ją podważyć, zamierzał poprowadzić buntowników do Syrii. Zdobywając tamtejsze ośrodki, postawiliby mocarstwa kolonialne przed faktem istnienia niepodległego państwa arabskiego.

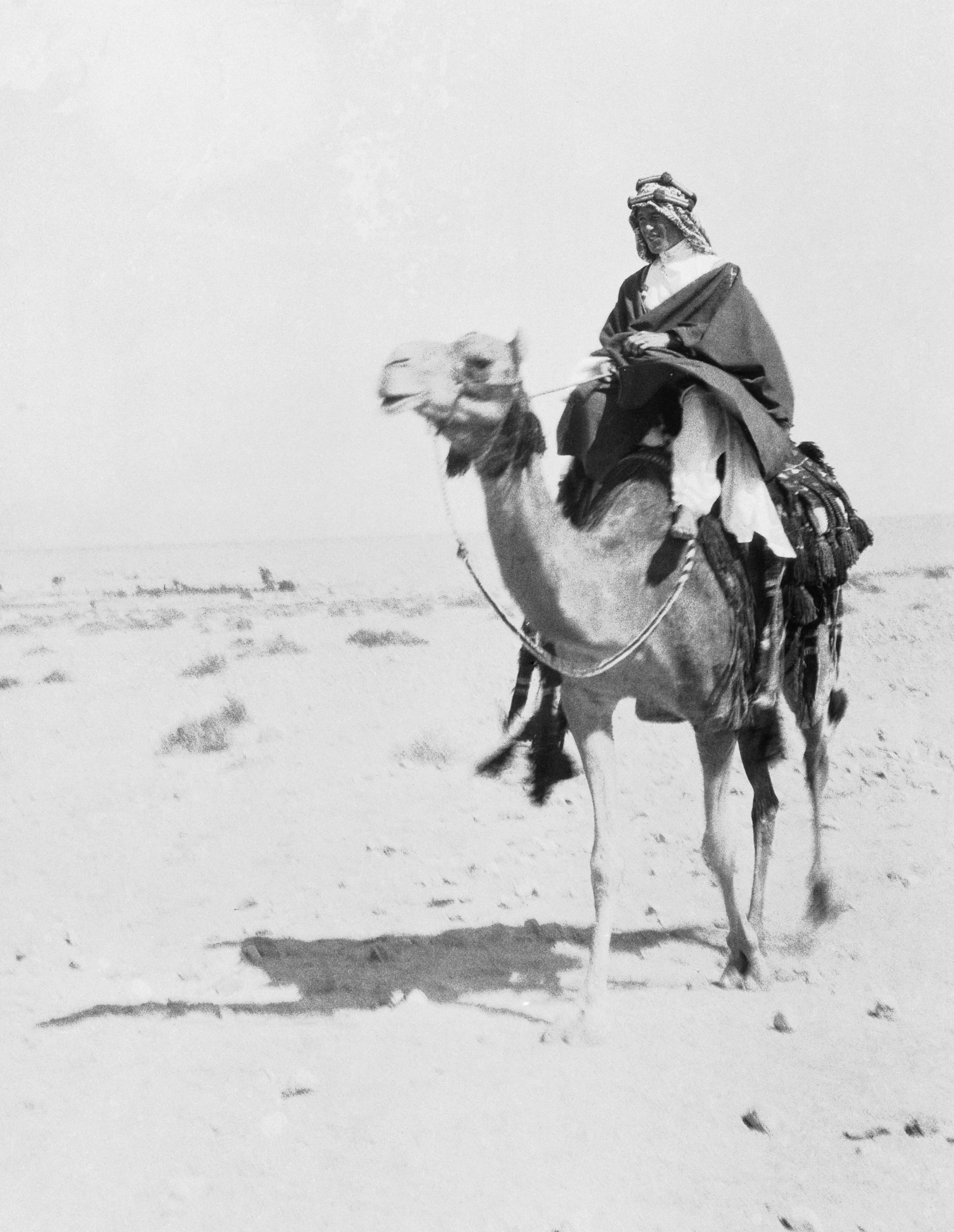
Lawrence w Akabie

Wraz z wodzem plemienia Huwajtatów Audą abu Taji i Fajsalem Lawrence opracował plan ataku na Akabę. Port ten, znajdujący się nad północną zatoką Morza Czerwonego pomiędzy Półwyspem Arabskim a Synajem, ze względu na ukształtowanie terenu był trudny do zdobycia przez desant z morza. Nie strzeżono go jednak zbyt pilnie od strony lądu, gdyż wojska brytyjskie i arabskie znajdowały się setki kilometrów od niego. Zajęcie miasta pozwoliłoby rozprzestrzenić powstanie na Syrię i tym samym zabezpieczyć prawe skrzydło Brytyjczyków uderzających na linię Gaza – Beer Szewa. 9 maja Lawrence (działając bez rozkazu) wraz z Audą i szarifem Nasirem z Medyny oraz pięćdziesięcioma Beduinami wyruszył na północ poprzez pustynne bezdroża do doliny Wadi Sirhan. Stamtąd samotnie udał się do Syrii i ryzykując życiem namawiał tamtejsze plemiona do wsparcia rewolty. Gdy powrócił, zastał w Sirhanie zgromadzone przez Audę oddziały nomadów gotowe do ataku na Akabę. Zmyliwszy Turków co do kierunku swojego uderzenia, zaatakowali i po ciężkiej bitwie zdobyli Abu al-Lissan – fort u wrót wąwozu prowadzącego do Akaby, którą bez większych już trudności zajęli 6 lipca. Nie mieli jednak żywności i sprzętu, wobec czego Lawrence wyruszył przez Synaj do Kairu, skąd zapewnił Akabie wsparcie floty. Nowy dowódca brytyjskich wojsk w Egipcie, generał Edmund Allenby docenił zasługi Lawrence’a, którego awansowano na majora oraz nagrodzono Orderem Łaźni.

#### Walki w Syrii

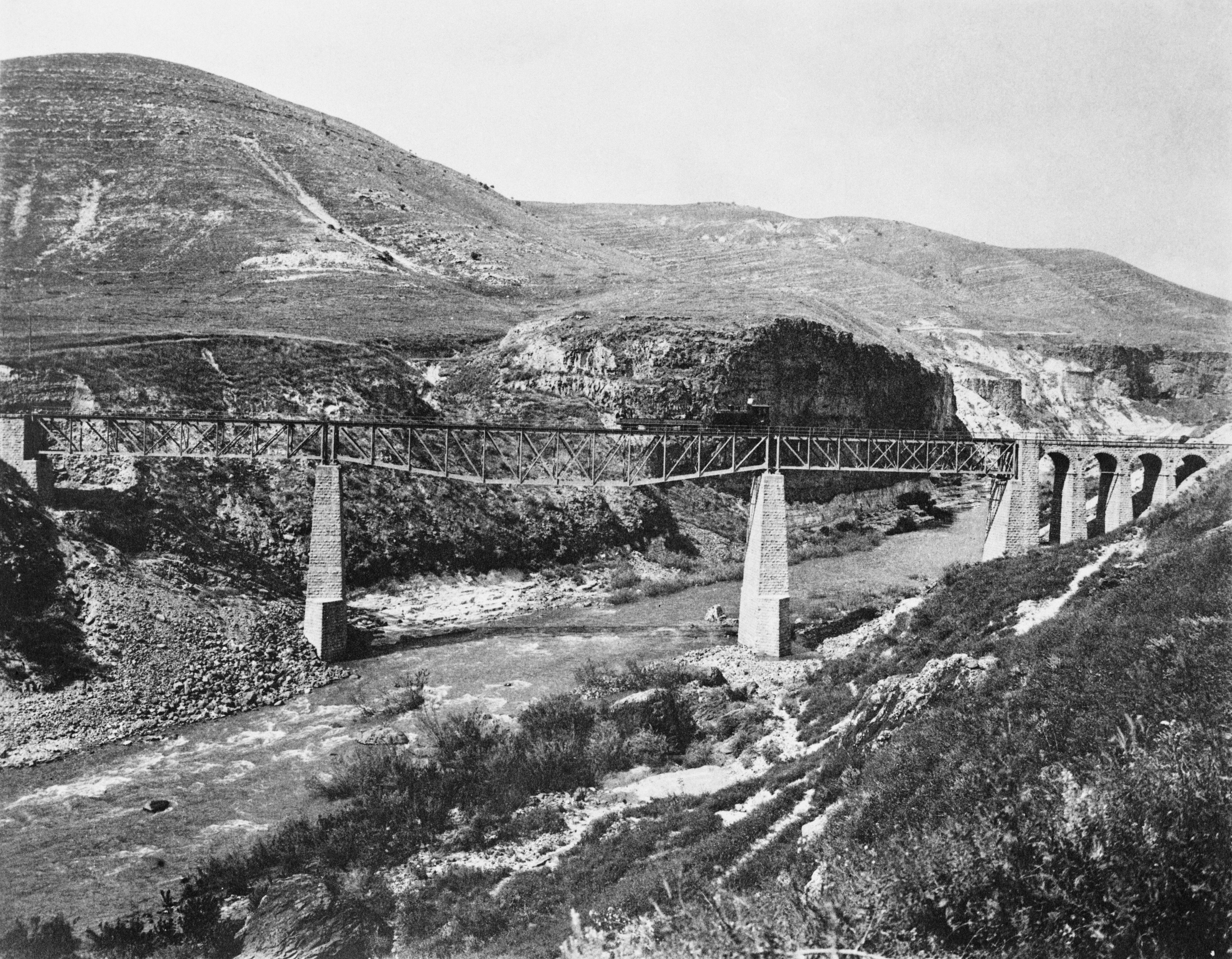
Jeden z mostów w dolinie Jarmuku

Akabę szybko przekształcono w bazę zaopatrzeniową oddziałów arabskich walczących w południowo-wschodniej Syrii. Od tej pory wojska Fajsala znalazły się pod dowództwem sztabu w Kairze, a on sam uzyskał stopień generała. Lawrence tymczasem kontynuował ataki na kolej. W związku z nową brytyjską ofensywą, która miała ostatecznie przełamać tureckie linie obronne, zaproponował akcję daleko na północy. Zamierzał wysadzić dwa mosty kolejowe w dolinie Jarmuku, aby odciąć wojska osmańskie w Palestynie od posiłków oraz utrudnić im odwrót w przypadku wygranej Allenby’ego. Pomimo zdrady Syryjczyka Abd al-Kadira (który poinformował Turków o planowanej napaści), Lawrence przez terytorium wroga przedarł się do Jarmuku. Mostów nie udało się jednak zburzyć. Arabowie przenoszący ładunki wybuchowe, znalazłszy się pod ostrzałem, wyrzucili je w obawie przed eksplozją. Aby zachować pozory sukcesu, oddział w drodze powrotnej wysadził i ostrzelał pociąg osmańskiego dowódcy Mehmeda Dżemala Paszy. Niepowodzenie Arabów nie wpłynęło jednak na brytyjskie natarcie, które 2 listopada złamało obronę Beer Szewy i otwarło Allenby’emu drogę do Palestyny.
Pod koniec listopada, podczas przeprowadzania rekonesansu w Dara, Lawrence został schwytany przez tureckich żołnierzy. Podał się za Czerkiesa i został odprowadzony do lokalnego osmańskiego beja. Ten, zaintrygowany niepospolitą karnacją Anglika, usiłował go zgwałcić. Gdy Lawrence stawił opór, został przez gwardzistów skrępowany, poddany torturom i wykorzystany seksualnie. Nie rozpoznano go jednak i po skatowaniu nie strzeżono uważnie. Dzięki temu następnego dnia zdołał się wymknąć i zbiec z miasta. Incydent w Dara (w opinii samego Lawrence’a) miał znaczący wpływ na jego psychikę i późniejsze zachowania. 11 grudnia Lawrence w roli oficera sztabu wziął udział w triumfalnym wkroczeniu generała Allenby’ego do zdobytej przez Brytyjczyków Jerozolimy. Został też odznaczony francuskim Krzyżem Wojennym.
Jak dotąd Arabowie skupiali się głównie na akcjach partyzanckich. Wojna w Syrii wymagała od nich natomiast częstszego udziału w konwencjonalnych starciach, których do tej pory unikali. Ich armię regularną stanowiło jednak tylko ośmiuset byłych osmańskich żołnierzy pod komendą Dżafara al-Askari. W styczniu Allenby wyznaczył powstańcom zadanie koncentracji na południowym krańcu Morza Martwego w okolicy Tafila. Wojsko arabskie realizujące ten cel znajdowało się pod nominalnym dowództwem emira Zajda ibn Husajna (brata Fajsala), ale w rzeczywistości decyzje podejmowali Lawrence i Dżafar. W wyznaczonym terminie rebelianci po krótkiej wymianie ognia zajęli Tafila. Niebawem jednak z Ammanu nadciągnęła turecka odsiecz w sile trzech batalionów piechoty, stu kawalerzystów, dwóch dział górskich i 27 karabinów maszynowych. Siły osmańskie były przeważające. Lawrence szybko opracował plan wykorzystujący ukształtowanie terenu i wciągnął Turków w pułapkę. Arabowie odnieśli zdecydowane zwycięstwo, zabijając około sześciuset wrogów, a ponad dwustu biorąc do niewoli. W uznaniu zasług w bitwie, Lawrence’a awansowano do stopnia podpułkownika oraz odznaczono Orderem Wybitnej Służby.
Po potyczce Lawrence przedarł się przez zaśnieżone, niebezpieczne zimą przełęcze, aby pobrać 30 tys. funtów w złocie na żołd dla Beduinów. Ponownie ryzykując, powrócił do Tafila, by przekazać pieniądze Zajdowi, który pod nieobecność Anglika sprzeniewierzył je. Oburzony Lawrence wyjechał do kwatery głównej, aby złożyć na ręce Allenby’ego rezygnację. W Jerozolimie Hogarth i generał Gilbert Clayton odwiedli go od tej decyzji i Lawrence powrócił do Akaby. W kwietniu 1918 r. odwiedził tam go Lowell Thomas, czyniąc jednym z bohaterów swojego propagandowego materiału filmowego i fotograficznego, skierowanego do amerykańskiej publiczności.
Świeża ofensywa Ententy na As-Salt i Amman wymagała współdziałania powstańców, którzy w synchronizacji z brytyjskim atakiem mieli napaść i zająć Ma’an. Tymczasem Lawrence ze swoim oddziałem podążył wzdłuż wschodniego brzegu Morza Martwego, by na jego północnym krańcu spotkać się z wojskami Allenby’ego. Natarcie Brytyjczyków zostało jednak odparte i Lawrence musiał wycofać się w kierunku Ma’an, gdzie był świadkiem nieudanego szturmu Fajsala i Dżafara na to miasto, które mimo chybionego ataku udało się przynajmniej oblec.

#### Upadek Damaszku

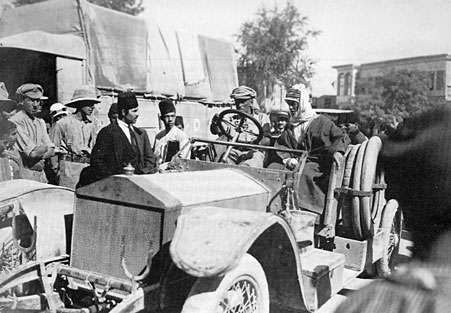
Lawrence wjeżdża do Damaszku samochodem pancernym Rolls-Royce

19 września 1918 r. rozpoczęło się potężne brytyjskie uderzenie w kierunku Damaszku, które do historii przeszło pod nazwą bitwy pod Megiddo. W jej wyniku Allenby całkowicie rozbił armię turecką w Palestynie i zagroził sercu osmańskiego imperium. Lawrence, który zamierzał podważyć umowę Sykes-Picot, za konieczny uważał udział powstańców w zajęciu Damaszku i przejęcie przez nich władzy nad miastem. Ze znacznymi arabskimi siłami operował na prawym skrzydle, ścigając wycofujące się wojska osmańskie. W Tafas kolumna 2 tys. tureckich i niemieckich uciekinierów dopuściła się gwałtów na tamtejszych kobietach, po czym wymordowała wszystkich mieszkańców miejscowości łącznie z dziećmi. Oddziały Lawrence’a dotarły na miejsce za późno, by zapobiec masakrze. Wstrząśnięci jej widokiem Arabowie z furią zaatakowali Turków. Na rozkaz Lawrence’a nie brali tego dnia jeńców. Niedobitków ścigali przez wiele godzin, a tych, którzy zdążyli się poddać, rozstrzelali. 27 września powstańcy zajęli Dara, a Damaszek upadł 1 października. Jako pierwsze do miasta wkroczyły oddziały Australian Light Horse. Lawrence kilka godzin później wjechał do niego pancernym Rolls-Roycem, witany wiwatami tłumu mieszkańców.
Władzę nad najważniejszą z syryjskich metropolii przejęli lokalni Arabowie, którzy sformowali gabinet tymczasowy. Do przyjazdu Fajsala nieformalne zwierzchnictwo sprawował nad nimi Lawrence. Wśród pierwszych jego decyzji znalazło się usunięcie z rządu Abd al-Kadira (który zdradził powstańców podczas akcji w dolinie Jarmuku) i jego brata Muhammada. Ich stronnicy podnieśli w mieście bunt, który jednak bardzo szybko udało się zdławić. Kiedy Fajsal przybył do Damaszku, został przez Allenby’ego poinformowany, że władzę przejmie jedynie nad częścią Syrii (wyznaczoną mu przez mocarstwa), a i tam sprawować ją będzie pod francuską kontrolą. Wzburzony Lawrence natychmiast złożył rezygnację. Allenby przyjął ją, awansując go jednak na pułkownika. 24 października Lawrence wrócił do Oksfordu po czterech latach spędzonych na Bliskim Wschodzie.

### Po wojnie
Imperium osmańskie poddało się 30 października 1918 r., a wkrótce dołączyły do niego pozostałe państwa centralne. Lawrence natychmiast przystąpił do rozmów z brytyjską elitą na temat przyszłości Bliskiego Wschodu. Sława wojenna wyprzedzała go i otwierała mu drzwi politycznych salonów. Odbył m.in. spotkania z gabinetem wojennym i z hrabią Curzonem, Przewodniczącym Izby Lordów. 30 października stanął przed królem Jerzym V, który ofiarował mu tytuł szlachecki. Lawrence odmówił, argumentując, że nie może przyjąć żadnych odznaczeń, kiedy absolutnie nie zgadza się z polityką Zjednoczonego Królestwa wobec Arabów. Wszystkich rozmówców przekonywał o konieczności stworzenia suwerennego państwa arabskiego i unieważnienia umowy Sykes-Picot.

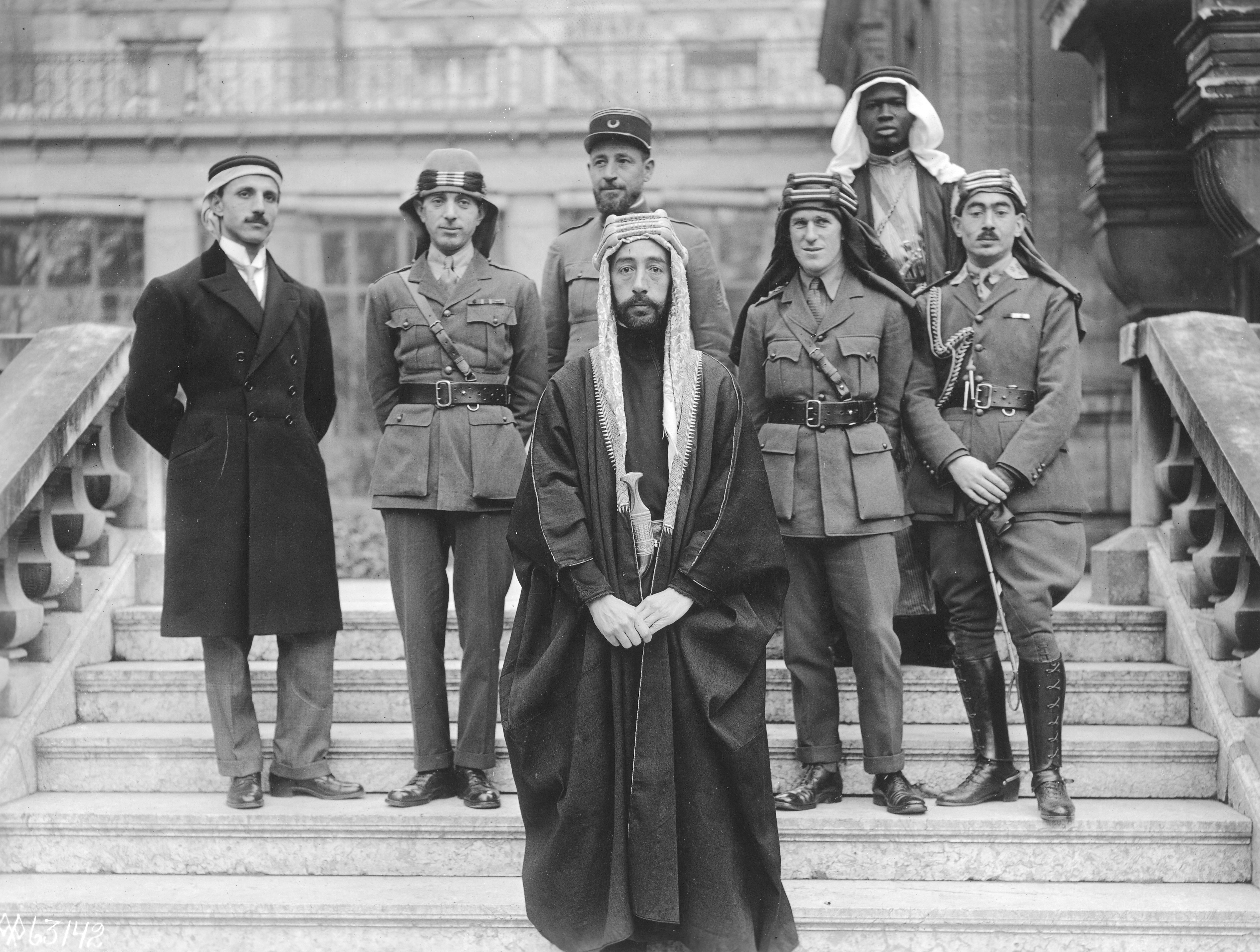
Arabska delegacja na konferencję paryską – na pierwszym planie Fajsal, Lawrence trzeci od prawej

Od stycznia 1919 brał udział w konferencji pokojowej w Paryżu, jako członek arabskiej delegacji pod zwierzchnictwem księcia Fajsala. W trakcie rokowań odbywał kolejne spotkania i pisał artykuły prasowe, dzięki czemu udało mu się pozyskać dla sprawy wielu wpływowych Brytyjczyków. Opozycja Francji i kolonialnych Indii uniemożliwiła jednak realizację jego zamierzeń. Ostatecznie Liban i Syria znalazły się pod panowaniem francuskim, a Mezopotamia i Palestyna dostały się pod kontrolę brytyjską.
W tym samym czasie Lowell Thomas rozpoczął serię pokazów opartych na materiale fotograficznym i filmowym z ogarniętego wojną Bliskiego Wschodu. Zyskały one niezwykłą popularność, a w ciągu kilku lat zobaczyło je ponad 4 miliony ludzi na całym świecie. Początkowo Lawrence odgrywał w nich rolę drugoplanową, lecz wkrótce zdjęcia z jego udziałem stały się głównym punktem programu. Lawrence z Arabii (jak go teraz nazywano) stał się gwiazdą i został przyjęty do grona brytyjskiej elity. Wyróżniono go członkostwem w ekskluzywnym All Souls College w Oksfordzie, a jego przyjaciółmi byli między innymi: Winston Churchill, Augustus John, Eric Kennington, Thomas Hardy, Siegfried Sassoon, John Buchan, Lionel Curtis, E.M. Forster i Nancy Astor oraz autorzy pierwszych jego biografii – Robert Graves i Basil Liddell Hart. Najbliższą znajomość zawarł jednak z George’em Bernardem Shawem i jego żoną Charlotte, którzy służyli mu radą w kwestiach pisarskich i życiowych.
Stosunek Lawrence’a do sławy był ambiwalentny. Z jednej strony unikał dziennikarzy i ukrywał się pod przybranym nazwiskiem, z drugiej jego działalność literacka i polityczna wywoływały kolejne fale rozgłosu. Popularnością nie posługiwał się jednak w celach zarobkowych. Notorycznie odrzucał dochodowe oferty, a zyski z pisarstwa w dużej mierze przeznaczał na cele charytatywne. Swoją sławę wykorzystywał natomiast dla sprawy arabskiej – jego artykuły ukazywały się m.in. w The Times, The Observer, The Daily Mail, The Daily Express i krytykowały politykę mocarstw kolonialnych.
W połowie 1920 r. Fajsal przegrał z Francuzami wojnę o panowanie nad Syrią i musiał ją opuścić. Tymczasem w Mezopotamii Brytyjczycy uwikłali się w walkę z falą wystąpień przeciwko ich władzy. Lawrence spotkał się z premierem Lloydem George’em. Wkrótce szef rządu oddał sprawy bliskowschodnie w ręce ministra Winstona Churchilla, który 18 lutego 1921 r. uczynił Lawrence’a swoim doradcą. Dawny towarzysz broni przekonał Arabów do podjęcia rokowań. W ich wyniku Fajsal został królem częściowo niepodległego Iraku, a jego brat Abdullah emirem Transjordanii. Lawrence nadzorował powstawanie armii i reformę systemu podatkowego tego państwa. Zabiegał również o zwiększenie autonomii Egiptu i usiłował wynegocjować pokój między szarifem Husajnem a jego rywalem ibn Saudem. Bezskutecznie starał się o zawarcie układu między Hidżazem a Wielką Brytanią, który potwierdziłby zrealizowanie jej wojennych zobowiązań. W 1922 r. ostatecznie wycofał się z działalności w sprawach arabskich. Uważał, że udało mu się doprowadzić ją do satysfakcjonującego finału.

#### Służba w Royal Air Force
30 sierpnia 1922 r. Lawrence (pod pseudonimem John Hume Ross) zaciągnął się potajemnie do Royal Air Force w stopniu szeregowego. Umożliwił mu to główny dowódca brytyjskich sił powietrznych, jego przyjaciel marszałek Hugh Trenchard. Lawrence mógł oczywiście pełnić służbę pod własnym nazwiskiem jako oficer – postanowił jednak odciąć się od sławy i konieczności wydawania rozkazów. Po ukończeniu szkolenia podjął obowiązki w zakresie aerofotografii, lecz jego tożsamość szybko została ujawniona. Przyczynił się do tego osobiście, informując o swojej pracy wielu przyjaciół, w tym redaktora naczelnego The Daily Express. Już w grudniu reporterzy prasy brukowej oblegli bazę lotniczą, czyhając na szeregowego Rossa. Wkrótce Lawrence został wydalony z Royal Air Force ze względu na niekorzystny wpływ na dyscyplinę jednostki.

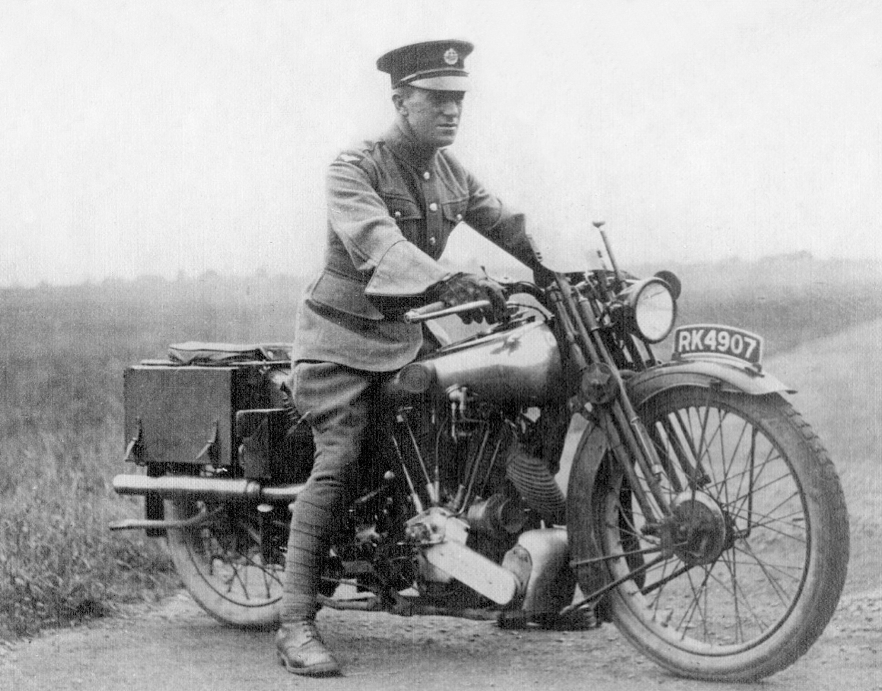
Lawrence w mundurze szeregowego RAF na motocyklu Brough Superior SS100

Jako T.E. Shaw przeszedł w 1923 r. do Royal Tank Corps. Nie spodobały mu się jednak panujące w armii stosunki i czuł się nieszczęśliwy, a depresja, z której nawrotami zmagał się od końca wojny, uległa zaostrzeniu. Zaalarmowani przyjaciele, którzy podejrzewali go o skłonności samobójcze, użyli wpływów, by przywrócić go do służby w lotnictwie. Wreszcie premier Stanley Baldwin uległ naciskom i w sierpniu 1925 r. Lawrence znalazł się z powrotem w RAF. Wykorzystując znajomości w najwyższych wojskowych kręgach decyzyjnych, stale dbał o poprawę warunków służby szeregowych sił powietrznych. Trafił do Cranwell, gdzie znajdował się Royal Air Force College. Tam poznał podpułkownika Sydneya Smitha i jego żonę Clare, z którymi utrzymywał zażyłe stosunki przez resztę życia. Jego stan psychiczny niebawem znacznie się poprawił.
Na przełomie 1926 i 1927 r. został skierowany do Indii, gdzie stacjonował w bazie RAF w okolicy Karaczi. W 1928 r., po kłótni ze zwierzchnikiem, który nie życzył sobie obecności szeregowego żołnierza, prowadzącego regularną korespondencję z dowództwem, został przeniesiony do peryferyjnej jednostki w Waziristanie. Rok później ostatecznie opuścił Azję, gdyż sowiecka prasa wykorzystywała jego pobyt do podsycania antykolonialnych nastrojów w Indiach i na świecie. W gazetach ukazywały się artykuły na temat jego rzekomej tajnej misji wśród afgańskich plemion. Po powrocie do Anglii trafił do bazy RAF Mount Batten, której dowódcą był jego przyjaciel z Cranwell, podpułkownik Sydney Smith. Lawrence trudnił się tam testowaniem motorowych łodzi ratunkowych, przyczyniając się do usprawnień wykorzystywanych potem m.in. podczas bitwy o Anglię. Ostatnie lata służby spędził jako przedstawiciel RAF monitorujący produkcję motorówek dla wojska. 25 lutego 1935 roku przeszedł w stan spoczynku i osiedlił się w Dorset, w skromnej posiadłości Clouds Hill, którą zakupił kilka lat wcześniej.

#### Twórczość literacka

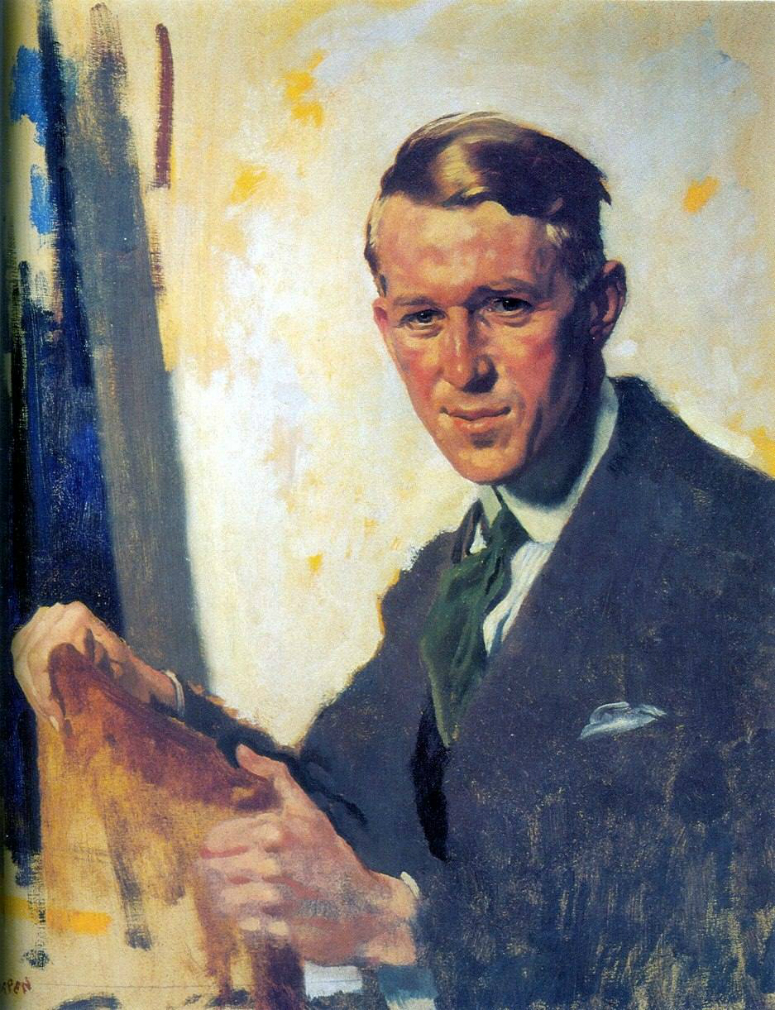
Portret pędzla sir Williama Orpena

Już w 1919 r. Lawrence rozpoczął spisywanie wspomnień wojennych, nad którymi pracował przez kilka następnych lat. Pomocą chętnie służyli mu przyjaciele-pisarze, w szczególności George Bernard Shaw, który dostrzegł w rękopisie potencjalne arcydzieło. Ostatecznie pełny tekst, pod tytułem Siedem filarów mądrości, Lawrence wydał w 1926 r. własnym sumptem w limitowanej edycji kolekcjonerskiej, która trafiła do rąk przyjaciół i nielicznych subskrybentów. Koszty publikacji były ogromne, gdyż każdy kunsztownie wykonany egzemplarz był inny, a przychód ze sprzedaży w ograniczonym nakładzie niewspółmiernie niski.
Aby spłacić powstałe w ten sposób długi, w marcu 1927 r. Lawrence wydał skróconą wersję wspomnień, pod tytułem Revolt in the Desert, przeznaczoną dla szerokiego grona odbiorców. Stała się ona natychmiast bestsellerem w Wielkiej Brytanii i Stanach Zjednoczonych oraz spotkała się z bardzo przychylnymi opiniami krytyki. Po uregulowaniu swoich zobowiązań finansowych, Lawrence ustanowił fundusz na rzecz dzieci zmarłych oficerów RAF, do którego trafiały dalsze przychody z tej publikacji.
Przetłumaczył z francuskiego powieść The Forest Giant (oryg. Le Gigantesque) Adriena Le Corbeau. Dokonał także przekładu Odysei Homera, który zyskał uznanie recenzentów i do dziś pozostaje w druku. Po śmierci autora, jego spuścizną zajął się brat Arnold Walter. Dzięki niemu światło dzienne ujrzała autobiograficzna powieść The Mint, opisująca życie rekruta w Royal Air Force oraz listy, które stanowiły znaczną część dorobku literackiego Lawrence’a. Prowadził on bardzo obszerną korespondencję z rodziną, brytyjskimi politykami, myślicielami i artystami oraz kolegami z wojskowych koszar.

### Śmierć

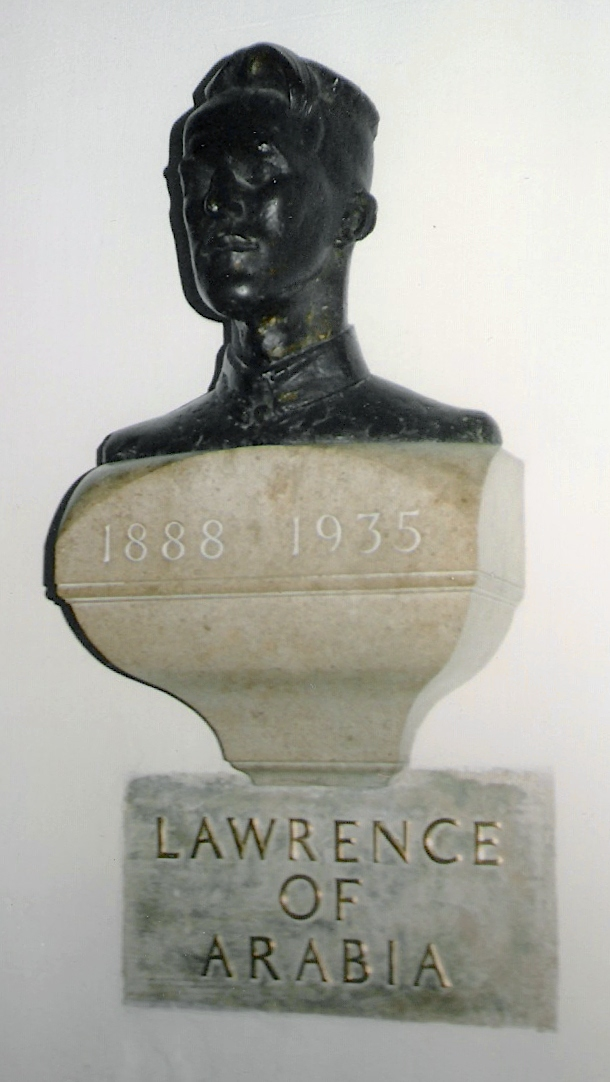
Popiersie Lawrence’a dłuta Erica Kenningtona w Katedrze św. Pawła w Londynie

12 maja 1935 r. Lawrence wyruszył z domostwa Clouds Hill na motocyklu Brough Superior, aby nadać telegram na pobliskiej poczcie. W drodze powrotnej próbował wyminąć dwóch jadących obok siebie młodych rowerzystów. W wyniku gwałtownego manewru stracił kontrolę nad pojazdem, wypadł z drogi i uderzył głową w pień drzewa. Przewieziony do pobliskiego szpitala wojskowego w Bovington Camp, zmarł 19 maja w następstwie obrażeń mózgu. Pochowano go na cmentarzu przykościelnym w Moreton. Na pogrzebie obecni byli m.in. Storrs, Newcombe, Allenby, Churchill, Astor, Kennington, Sassoon i Augustus John. Kondolencje rodzinie przesłał król Jerzy V.
Jeden z opiekujących się Lawrence’em lekarzy, neurochirurg Hugh Cairns, poruszony niepotrzebną śmiercią brytyjskiego bohatera, rozpoczął badania na temat urazów powstałych w wyniku wypadków motocyklowych. W ich konsekwencji do powszechnego użytku weszły kaski, chroniące kierowców jednośladów przed obrażeniami głowy.

## Seksualność
Biografowie poświęcili wiele uwagi życiu erotycznemu Lawrence’a, a niektórzy sugerowali, że utrzymywał on seksualne związki z mężczyznami. Już na studiach zawarł długotrwałą znajomość z gejem Vyvyanem Richardsem. Ten przyznał po latach, że bezskutecznie próbował uwieść przyszłego bohatera, który pozostał jednak obojętny na zaloty. Choć Lawrence żył w czasach dyskryminacji homoseksualistów, pozostawał wobec nich tolerancyjny, a nawet otwarcie mówił o swoim podziwie dla męskiego piękna, o czym świadczą jego listy oraz niektóre ustępy Siedmiu filarów mądrości. Pierwsza strofa wiersza, otwierającego tę książkę, brzmi:

 Do S. A.

Kochałem cię, więc uchwyciłem w ręce te fale ludzi

 i wolę mą gwiazdami na niebie wypisałem,

Aby dla ciebie wolność zyskać,

 piękny, siedmiu filarów siłą wsparty dom,

 i by jaśniały twoje oczy dla mnie,

Gdy tam dojdziemy.

Lawrence nigdy nie ujawnił, kto kryje się pod inicjałami „S.A.”. Badacze wysnuwali wiele teorii, jednak najwięcej przesłanek przemawia za utożsamieniem adresata dedykacji z Dahoumem, młodym Syryjczykiem, poznanym w Karkemiszu i zmarłym na tyfus jeszcze przed zakończeniem wojny. Według świadectwa Toma Beaumonta, towarzysza Lawrence’a z czasów rewolty, prawdziwe imię chłopca brzmiało Selim Ahmed. Inne źródła podają, że nazywany był „szejkiem Ahmedem”. Głębokie przywiązanie Anglika do Dahouma nie budzi wątpliwości, jednak nie ma dowodów, aby kiedykolwiek łączyły ich stosunki cielesne. Pojawiały się także sugestie innych homoseksualnych relacji, lecz żadna nie znajduje potwierdzenia w przekazach świadków, a większość badaczy podchodzi do nich sceptycznie.
Lawrence wszedł w bliskie związki z kilkoma kobietami, wśród nich z Clare Sydney Smith, Nancy Astor i Charlotte Shaw. W koledżu nawet oświadczył się bezowocnie Janet Laurie, przyjaciółce z dzieciństwa. Nie ma jednak przekonujących dowodów, aby utrzymywał dobrowolne kontakty seksualne z jakąkolwiek osobą, niezależnie od jej płci. Sam potwierdzał to w wielu listach, a jego przyjaciele uważali go za osobę aseksualną. Clare Sydney Smith w książce The Golden Reign wspomina, że nie znosił dotyku i unikał choćby podawania dłoni.
Wiele świadectw potwierdza, że Lawrence był masochistą. Ukazując w Siedmiu filarach mądrości chłostę w Dara, pisał: „wezbrała we mnie fala rozkosznego ciepła, zapewne seksualnej natury”. Z opublikowanej w latach sześćdziesiątych relacji Johna Bruce’a wynika, że po wojnie Lawrence systematycznie płacił mu za biczowanie i poddawanie wymyślnym torturom, które niejednokrotnie sprawiają wrażenie rekonstrukcji pobicia w Syrii. Część badaczy uważa, że masochistyczne skłonności Lawrence’a były skutkiem bicia w dzieciństwie przez matkę, inni utrzymują, że wynikały one z traumy po skatowaniu i zgwałceniu w Dara.

## Spuścizna i pamięć

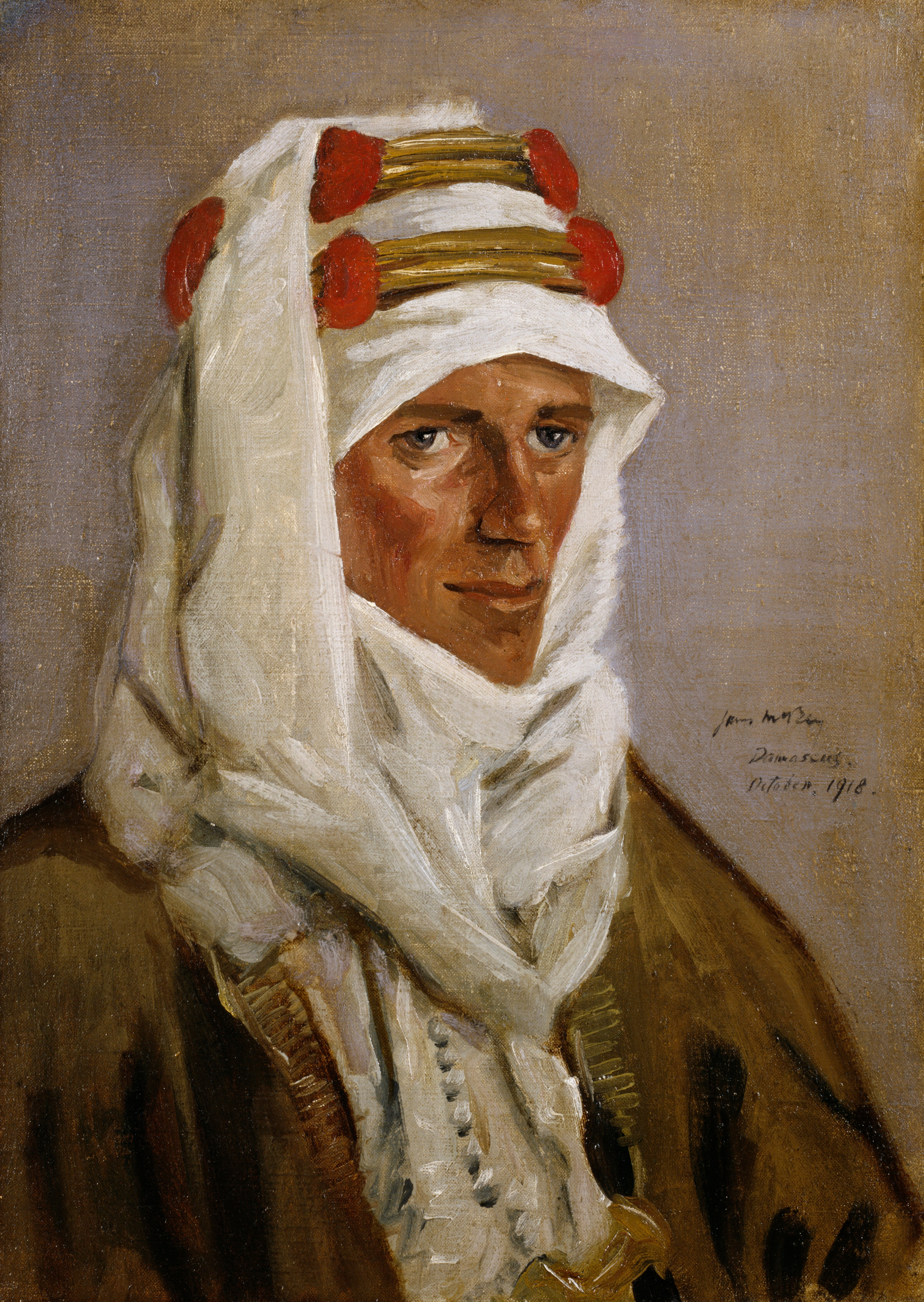
Lawrence w Damaszku, sportretowany przez Jamesa McBeya

Po śmierci Lawrence stał się postacią kultową – jego przygody do dziś przyciągają artystów i badaczy, a dzieła, przetłumaczone na wiele języków, stale znajdują odbiorców. W świecie anglojęzycznym pozostaje najbardziej znanym bohaterem I wojny światowej. Był tematem obrazów i rzeźb m.in. Erica Kenningtona, Williama Orpena, Augustusa Johna i Jamesa McBeya, a jego życie opisuje niemal sześćdziesiąt książek biograficznych. Zdaniem badaczy magnetyzm postaci Lawrence’a wynikał m.in. z kontrastu jego barwnych przygód w egzotycznych krajach z anonimową śmiercią milionów żołnierzy w okopach na froncie zachodnim.
Lawrence wywarł wpływ na sposób prowadzenia walk partyzanckich. Z jego doświadczeń korzystali m.in. Hồ Chí Minh, Che Guevara i Mao Zedong, jak również Brytyjczycy podczas II wojny światowej w Afryce. Na początku XXI w. jego spostrzeżenia często przywoływali zarówno przeciwnicy, jak i zwolennicy amerykańskiej polityki na Bliskim Wschodzie. W świecie arabskim jest dziś oceniany niejednoznacznie. Niektórzy widzą w nim agenta zachodniego imperializmu, inni dostrzegają jego pozytywną rolę w trakcie rewolty i po jej zakończeniu. Pojawiają się głosy, że ponosi on częściową odpowiedzialność za niesprawiedliwy, w opinii wielu mieszkańców, przebieg granic państwowych w Lewancie.
Wiele uwagi poświęcono wiarygodności Siedmiu filarów mądrości jako źródła historycznego. Już w latach pięćdziesiątych Richard Aldington próbował wykazać, że opisane w książce przygody są w dużej mierze wymysłem autora, a jordański historyk Sulejman Mousa dowodził, że Lawrence wyolbrzymił swoją rolę w arabskiej rewolcie. Opublikowane w latach sześćdziesiątych i siedemdziesiątych brytyjskie archiwa wojskowe w przeważającej mierze potwierdzają wersję pułkownika, jednak nie ulega wątpliwości, że część epizodów została przez niego przejaskrawiona. Wielu z opisanych wydarzeń nie sposób zweryfikować, gdyż Lawrence był jedynym ich świadkiem, którego relacja przetrwała do XXI w.

### W kulturze masowej

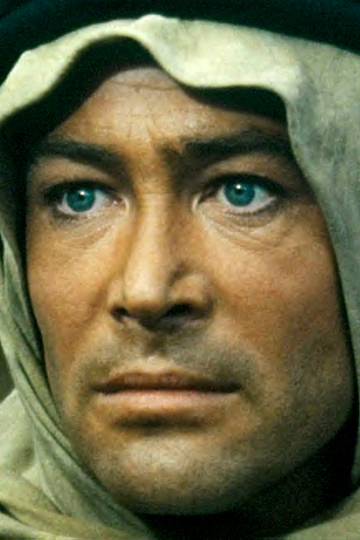
Peter O’Toole jako Lawrence z Arabii

#### Film i telewizja
- W filmie Lawrence z Arabii Davida Leana z 1962 r. w tytułową postać wcielił się Peter O’Toole, a w pozostałych rolach wystąpili m.in. Alec Guinness, Omar Sharif i Anthony Quinn. Obraz odniósł sukces kasowy i zdobył siedem Oscarów spośród dziesięciu nominacji. Często pojawia się na listach najlepszych filmów wszech czasów[146].
- Robert Pattinson zagrał Lawrence’a w filmie Królowa pustyni z 2015 r., poświęconym Gertrude Bell[147].
- W telewizyjnym filmie Niebezpieczny człowiek: Lawrence po Arabii z 1992 r. tytułową rolę zagrał Ralph Fiennes[148].
- Lawrence pojawił się w 1982 r. w serialu Voyagers![149]
- W serialu Kroniki młodego Indiany Jonesa został przedstawiony jako wieloletni przyjaciel tytułowego bohatera[150][151].
- Powstał również serial produkcji syryjskiej pod tytułem Lawrence Al Arab w reżyserii Thaera Mousy[152].

#### Teatr
- Postać szeregowego Napoleona Meeka w sztuce Too True to Be Good G.B. Shawa z 1931 r. była wzorowana na Lawrensie. Meek doskonale posługuje się językiem tubylców i odchodzi z armii za każdym razem, kiedy ma zostać awansowany[153].
- Lawrence jest głównym bohaterem kontrowersyjnej sztuki Terence’a Rattigana pod tytułem Ross, gdzie pojawia się wątek jego rzekomego homoseksualizmu. W przedstawieniu wystawianym w Londynie w latach 1960–61 główną rolę zagrał Alec Guinness[154].
- Pierwszy rok po powrocie Lawrence’a z wojny został przedstawiony w sztuce The Oxford Roof Climbers Rebellion, kanadyjskiego dramaturga Stephena Massicotte'a[155].
- Jego ucieczkę przed sławą w 1922 r. przedstawiono w sztuce Howarda Brentona Lawrence After Arabia[156].
- Ostatnie lata jego życia są tematem monologu Raymonda Sargenta, The Warrior and the Poet[157].

#### Beletrystyka
- Antoni Ferdynand Ossendowski poświęcił pułkownikowi powieść Wicher z pustyni. Thomas Edward Lawrence[158].
- Powojenne losy Lawrence’a są tematem powieści The Waters of Babylon: a Novel of Lawrence After Arabia Davida Stevensa z 2000 r.[159][160]
- Lawrence jest jednym z bohaterów książki Dreamers of the Day Mary Dorii Russell, która rozgrywa się na początku lat dwudziestych w Egipcie[161].
- Prowadzone przez niego w Arabii walki są osią fabuły powieści z 2015 r. pod tytułem Las Huellas en el Desierto autorstwa Mahy Akhtara[162].

#### Gry komputerowe
- Lawrence pojawia się w strzelance pierwszoosobowej Battlefield 1[163].
- Podróże Lawrence’a po Syrii i Francji są istotne dla fabuły gry Uncharted 3: Oszustwo Drake’a[164]

#### Muzyka
- Poświęcona mu została piosenka szwedzkiego zespołu metalowego Sabaton pt. Seven Pillars of Wisdom[165].